# Zemiansky Vrbovok
Zemiansky Vrbovok (hongrois : Nemesvarbók) est un village de Slovaquie situé dans la région de Banská Bystrica.

## Histoire
La première mention écrite du village date de 1285.

## Démographie

### Évolution de la population
| Année:               | 1994. | 2004.    | 2014.   | 2024.    |
| -------------------- | ----- | -------- | ------- | -------- |
| Nombre de personnes: | 156   | 103      | 95      | 78       |
| Différence:          |       | -33,97 % | -7,76 % | -17,89 % |

| Année:               | 2023. | 2024. |
| -------------------- | ----- | ----- |
| Nombre de personnes: | 78    | 78    |
| Différence:          |       | +0 %  |